# Knipowitschia milleri
Knipowitschia milleri — вид риб з родини Gobiidae. Ендемік Греції. Мешкає в річках і дельтах.